# Neococcomyces rhododendri
Neococcomyces rhododendri är en svampart som beskrevs av Y.R. Lin, C.T. Xiang & Z.Z. Li 1999. Neococcomyces rhododendri ingår i släktet Neococcomyces och familjen Rhytismataceae.   Inga underarter finns listade i Catalogue of Life.